# Chabrillan
 Chabrillan  es una población y comuna francesa, en la región de Ródano-Alpes, departamento de Drôme, en el distrito de Die y cantón de Crest-Sud.

## Demografía
| 519 | 474 | 494 | 544 | 629 | 608 |
| Para los censos de 1962 a 1999 la población legal corresponde a la población sin duplicidades (Fuente: INSEE [Consultar]) |     |     |     |     |     |